# William A. Burwell

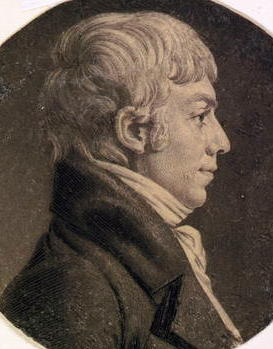
William A. Burwell

William Armisted Burwell (* 15. März 1780 bei Boydton, Mecklenburg County, Virginia; † 16. Februar 1821 in Washington, D.C.) war ein US-amerikanischer Politiker. Zwischen 1806 und 1821 vertrat er den Bundesstaat Virginia im US-Repräsentantenhaus.

## Leben
William Burwell studierte am College of William & Mary in Williamsburg. Im Jahr 1802 zog er in das Franklin County. Er war ein persönlicher Freund von Präsident Thomas Jefferson und wurde Mitglied der von diesem Ende der 1790er Jahre gegründeten Demokratisch-Republikanischen Partei. Zeitweise fungierte er als Privatsekretär Jeffersons. Zwischen 1804 und 1806 saß er im Abgeordnetenhaus von Virginia.
Nach dem Rücktritt des Abgeordneten Christopher H. Clark wurde Burwell bei der fälligen Nachwahl für den 13. Sitz von Virginia als dessen Nachfolger in das US-Repräsentantenhaus in Washington gewählt, wo er am 1. Dezember 1806 sein neues Mandat antrat. Nach elf Wiederwahlen konnte er bis zu seinem Tod am 16. Februar 1821 im Kongress verbleiben. In diese Zeit fiel unter anderem der Britisch-Amerikanische Krieg von 1812. Seit 1813 vertrat er den 14. Wahlbezirk seines Staates.